# Hartley Sawyer
Hartley Sawyer (Goshen; 25 de enero de 1985) es un actor estadounidense, conocido por interpretar a Ralph Dibny en la serie de televisión "The Flash"

## Carrera
En el 2008 apareció en la serie de aventura y comedia I Am Not Infected hasta el 2009.
En noviembre del 2010 se unió al elenco principal de la serie Glory Daze donde interpretó al jock Brian Sommers, hasta el final de la serie el 18 de enero de 2011.
En el 2012 apareció en la serie GCB donde interpretó a Bozeman Peacham, el hijo mayor de Sharon (Jennifer Aspen) y Zack Peacham (Brad Beyer), y el hermano de McKinney (Mackinlee Waddell).
El 24 de abril de 2013 se unió al elenco principal de la telenovela The Young and the Restless donde interpretó a Kyle Abbott, hasta el 27 de enero de 2014. Previamente Kyle fue interpretado por el actor Blake Hood del 2012 al 2013 y por Garrett Ryan del 2010 al 2012. Posteriormente fue interpretado por el actor Lachlan Buchanan del 2015 al 2016.
En 2014 interpretó al súperheroe Dagr en la serie de comedia Caper, también apareció en el corto Kept Man.
En el 2015 presentó, co-escribió la serie documental Courageous Leaders; ese mismo año apareció en el drama SPiN.
En 2020, Sawyer fue despedido de el elenco de The Flash debido a ciertos tweets racistas que publicó entre 2012 y 2015.

## Filmografía

### Series de televisión
| Año         | Título                                | Personaje                   | Notas                                    |
| ----------- | ------------------------------------- | --------------------------- | ---------------------------------------- |
| 2017 - 2020 | The Flash                             | Ralph Dibny / Elongated Man | 44 episodios                             |
| 2016        | Single by 30                          | Scott                       | episodio "Never Have I Ever" - miniserie |
| 2016        | Miss 2059                             | Laheer                      | 7 episodios                              |
| 2016        | Laura                                 | Matthew / Priestley         | 2 episodios                              |
| 2015        | Filthy Preppy Teen$                   | Nathaniel                   | episodio # 1.7                           |
| 2015        | The McCarthys                         | Daniel                      | episodio "Sister Act"                    |
| 2014        | Suburgatory                           | Conserje                    | episodio "Les Lucioles"                  |
| 2014        | Caper                                 | Dagr                        | 9 episodios                              |
| 2013 - 2014 | The Young and the Restless            | Kyle Abbott                 | 56 episodios                             |
| 2013        | NCIS                                  | Alan Sanderson              | episodio "History"                       |
| 2012        | Don't Trust the B---- in Apartment 23 | Charles                     | episodio "It's Just Sex..."              |
| 2012        | GCB                                   | Bozeman Peacham             | 3 episodios                              |
| 2012        | Jane by Design                        | Brad                        | episodio "The Birkin"                    |
| 2010 - 2011 | Glory Daze                            | Brian Sommers               | 10 episodios                             |
| 2008 - 2009 | I Am Not Infected                     | Hartley                     | 27 episodios                             |

### Películas
| Año  | Título | Personaje     | Notas                                                                                             |
| ---- | ------ | ------------- | ------------------------------------------------------------------------------------------------- |
| 2015 | Spin   | Scott Angelus | corto - junto a Wilson Cleveland, Andrew McGloin, Olivia Offner, Josette Robinson y Abigail Smith |

### Videojuegos
| Año  | Título                      | Notas                                    |
| ---- | --------------------------- | ---------------------------------------- |
| 2015 | Call of Duty: Black Ops III | prestó su voz para las voces adicionales |

### Escritor
| Año  | Título             | Notas     |
| ---- | ------------------ | --------- |
| 2015 | Courageous Leaders | miniserie |

### Acrobacias
| Año  | Título                | Notas               |
| ---- | --------------------- | ------------------- |
| 2012 | Absolution the Series | coreógrafo de pelea |

### Presentador
| Año  | Título             | Notas     |
| ---- | ------------------ | --------- |
| 2015 | Courageous Leaders | miniserie |